# 1904 en Allemagne
Chronologie de l’Allemagne
- 1900
- 1901
- 1902
- 1903
- 1904
- 1905
- 1906
- 1907
- 1908

Cet article présente les faits marquants de l'année 1904 en Allemagne.

## Événements

### Mai
- 29 mai : le VfB Leipzig remporte le Championnat d'Allemagne de football 1903-1904.

### Juillet
- 28 juillet : conclusion d’un accord commercial entre la Russie et l’Allemagne (convention additionnelle au traité au de commerce et de navigation du 10 février 1894).
  - Signature de traités de commerce entre l’Allemagne et de nombreux États (Belgique, Russie, Roumanie, Suisse, Serbie, Italie, Autriche-Hongrie) de juin 1904 à janvier 1905. Berlin consent des réductions sur les produits agricoles pour préserver ses exportations industrielles.

## Naissances
- 7 mars : Reinhard Heydrich, militaire